# Halowe Mistrzostwa Świata w Lekkoatletyce 2016 – pchnięcie kulą mężczyzn
Pchnięcie kulą mężczyzn – jedna z konkurencji technicznych rozgrywanych podczas halowych lekkoatletycznych mistrzostw świata w Oregon Convention Center w Portlandzie.
Tytułu mistrzowskiego z 2014 nie bronił Amerykanin Ryan Whiting.

## Minimum kwalifikacyjne
Aby zakwalifikować się do mistrzostw, należało wypełnić minimum kwalifikacyjne wynoszące 20,50 m (uzyskane w okresie od 1 stycznia 2015 do 7 marca 2016). Zaplanowano od razu konkurs finałowy (bez eliminacji), z udziałem około 12 zawodników (w przypadku, gdy mniej lekkoatletów z minimum zgłosi się do zawodów, kolejni mogą być zapraszani na podstawie lokat na listach światowych).

## Terminarz
| Data     | Godzina |       |
| -------- | ------- | ----- |
| 18 marca | 18:45   | Finał |

## Rekordy
W poniższej tabeli przedstawiono (według stanu przed rozpoczęciem mistrzostw) halowe rekordy świata, poszczególnych kontynentów oraz halowych mistrzostw świata.
|                                   | Zawodnik       | Wynik | Miejsce          | Data                  |
| --------------------------------- | -------------- | ----- | ---------------- | --------------------- |
| Halowy rekord świata              | Randy Barnes   | 22,66 | Los Angeles      | 20 stycznia 1989(dts) |
| Rekord halowych mistrzostw świata | Ulf Timmermann | 22,24 | Indianapolis     | 7 marca 1987(dts)     |
| Halowy rekord Afryki              | Janus Robberts | 21,47 | Norman           | 1 grudnia 2001(dts)   |
| Halowy rekord Ameryki Południowej | Germán Lauro   | 21,04 | Praga            | 25 lutego 2014(dts)   |
| Halowy rekord Ameryki Północnej   | Randy Barnes   | 22,66 | Los Angeles      | 20 stycznia 1989(dts) |
| Halowy rekord Australii i Oceanii | Tomas Walsh    | 21,26 | Sopot            | 7 marca 2014(dts)     |
| Halowy rekord Azji                | Iwan Iwanow    | 20,51 | Ust-Kamienogorsk | 30 stycznia 2016(dts) |
| Halowy rekord Europy              | Ulf Timmermann | 22,55 | Senftenberg      | 11 lutego 1989(dts)   |

## Listy światowe
Tabela przedstawia 10 najlepszych wyników uzyskanych w sezonie halowym 2016 przed rozpoczęciem mistrzostw.
| Lp. | Zawodnik       | Wynik | Data        | Miejsce           |
| --- | -------------- | ----- | ----------- | ----------------- |
| 1.  | Ryan Crouser   | 21,73 | 27 lutego   | Ames              |
| 2.  | Kurt Roberts   | 21,57 | 14 lutego   | Boston            |
| 3.  | Michał Haratyk | 21,35 | 5 lutego    | Łódź              |
| 4.  | Tim Nedow      | 21,33 | 17 lutego   | Sztokholm         |
| 5.  | Tomáš Staněk   | 21,30 | 5 marca     | Jablonec nad Nysą |
| 6.  | Stephen Mozia  | 21,11 | 30 stycznia | Nashville         |
| 7.  | Reese Hoffa    | 21,02 | 14 lutego   | Boston            |
| 8.  | Jonathan Jones | 20,82 | 30 stycznia | State College     |
| 9.  | Andrei Gag     | 20,74 | 25 lutego   | Stambuł           |
| 10. | Pawieł Łyżyn   | 20,70 | 22 stycznia | Mohylew           |

## Wyniki
| CR – rekord mistrzostw \| NR – rekord kraju \| AR – rekord kontynentu \| SB – najlepszy wynik w sezonie \| PB – rekord życiowy |

### Finał
| Poz. | Zawodnik           | Reprezentacja     | #1    | #2    | #3    | #4    | #5    | #6    | Rezultat | Uwagi |
| ---- | ------------------ | ----------------- | ----- | ----- | ----- | ----- | ----- | ----- | -------- | ----- |
| 01 ! | Tomas Walsh        | Nowa Zelandia     | 20,38 | 21,60 | 21,40 | 21,64 | 21,49 | 21,78 | 21,78    | AR    |
| 02 ! | Andrei Gag         | Rumunia           | 20,89 | 20,08 | x     | x     | 20,23 | x     | 20,89    | SB    |
| 03 ! | Filip Mihaljević   | Chorwacja         | 20,64 | 20,06 | 20,42 | 20,49 | 20,87 | x     | 20,87    | PB    |
| 4.   | Konrad Bukowiecki  | Polska            | x     | 20,53 | x     | 20,43 | x     | 20,42 | 20,53    |       |
| 5.   | Jonathan Jones     | Stany Zjednoczone | 18,88 | 20,01 | x     | 20,31 | x     |       | 20,31    |       |
| 6.   | Germán Lauro       | Argentyna         | 19,92 | 19,85 | 20,21 | x     | 20,24 |       | 20,24    |       |
| 7.   | Tim Nedow          | Kanada            | 19,52 | 20,23 | 19,95 | 20,03 | 19,60 |       | 20,23    |       |
| 8.   | Tobias Dahm        | Niemcy            | 19,40 | 20,22 | x     | 19,42 | 19,06 |       | 20,22    |       |
| 9.   | Jacko Gill         | Nowa Zelandia     | 19,49 | x     | 19,93 |       |       |       | 19,93    |       |
| 10.  | Carlos Tobalina    | Hiszpania         | 19,41 | 19,86 | x     |       |       |       | 19,86    |       |
| 11.  | Borja Vivas        | Hiszpania         | 19,63 | 19,85 | 19,75 |       |       |       | 19,85    |       |
| 12.  | Stephen Mozia      | Nigeria           | 19,84 | x     | x     |       |       |       | 19,84    |       |
| 13.  | Mostafa Amr Hassan | Egipt             | 19,81 | x     | 19,39 |       |       |       | 19,81    |       |
| 14.  | Michał Haratyk     | Polska            | 18,90 | 19,48 | 19,35 |       |       |       | 19,48    |       |
| 15.  | Bob Bertemes       | Luksemburg        | 18,63 | 19,48 | x     |       |       |       | 19,48    | SB    |
| 16.  | Tomáš Staněk       | Czechy            | x     | 19,46 | x     |       |       |       | 19,46    |       |
| 17.  | Franck Elemba      | Kongo             | x     | 19,24 | 19,34 |       |       |       | 19,34    |       |
| 18.  | Darlan Romani      | Brazylia          | 18,50 | x     | x     |       |       |       | 18,50    | NR    |
| 19.  | Kurt Roberts       | Stany Zjednoczone | x     | x     | 17,94 |       |       |       | 17,94    |       |